# Muhammad Hafiz Hashim
Muhammad Hafiz Hashim (* 13. September 1982 in Kota Bharu, Kelantan, Malaysia) ist ein ehemaliger malaysischer Badmintonspieler.
Er stammt aus der erfolgreichen Badminton-Schule der Sidek-Brüder. Nach dem Sieg bei den Commonwealth Games/Badminton 2002 gewann er die All England 2003. In Europa war er in den Niederlanden, Deutschland und der Schweiz erfolgreich. 2007 stand er bei der WM im Badminton im Achtelfinale, wo er gegen den Inder Anup Sridhar unterlag.
Er ist einer der erfolgreichsten Spieler Malaysias neben den Sidek-Geschwistern.
Der Badmintonspieler Roslin Hashim ist sein Bruder.

## Erfolge
- 2002 Commonwealth Games/Badminton-Sieger
- 2003 All-England-Sieger
- 2003 Dutch-Open-Finalist
- 2005 Thailand-Open-Sieger
- 2005 Swiss-Open-Sieger
- 2005 Dutch-Open-Sieger
- 2005 German-Open-Finalist
- 2005 Denmark-Open-Finalist
- 2005 Sudirman-Cup-Sieger (2. Division)
- 2006 Philippine-Open-Sieger